# Ellipteroides (Progonomyia) pulchrissimus
Ellipteroides (Progonomyia) pulchrissimus is een tweevleugelige uit de familie steltmuggen (Limoniidae). De soort komt voor in het Afrotropisch gebied.